# Susan Wolf
Susan Rose Wolf (1952) is een Amerikaans filosoof. Momenteel bezet zij de Edna J. Koury leerstoel Filosofie aan de Universiteit van North Carolina te Chapel Hill. Eerder gaf zij les aan de Johns Hopkins-universiteit (1986-2002), de Universiteit van Maryland, College Park (1981-1986) en Harvard-universiteit (1978-1981).

## Opleiding en carrière
Wolf behaalde in 1974 een BA in de filosofie en wiskunde aan Yale-universiteit. Waarna zij in 1978 aan de Princeton-universiteit bij Thomas Nagel promoveerde in de filosofie.
Na haar promotie begon Wolfs carrière aan de Harvard Universiteit. In 1981 verruilde zij haar positie daar voor een functie aan de Universiteit van Maryland. En van 1986 tot 2002 gaf ze les aan de Johns Hopkins University, waar ze voorzitter werd van de vakgroep Filosofie. Haar huidige functie, Edna J. Koury Distinguished Professor aan de Universiteit van North Carolina in Chapel Hill, verkreeg zij in 2002. Susan Wolf huwde Douglas MacLean, filosofiedocent aan UNC-Chapel Hill. Sinds 2014 is Wolf trustee van het National Humanities Center in Research Triangle Park, North Carolina.

## Filosofisch werk
Wolfs werk concentreert zich op de relatie tussen vrijheid, moraliteit, geluk en zinvol leven. In haar boek Freedom Within Reason (Oxford, 1990) pleit zij ervoor vrije wil te beschouwen als het vermogen om te doen wat men redelijkerwijs denkt dat het juiste is. Hierdoor kunnen wij in een deterministisch universum toch verantwoordelijkheid en het gevoel van autonomie opvatten. Susan Wolf heeft ook het onderwerp moreel geluk beschreven en draagt daarbij de suggestie aan voor een verzoening tussen rationalistische en irrationalistische standpunten. Haar werk over de veeleisendheid van moraliteit is invloedrijk. Op dit gebied is haar artikel "Moral Saints" bijzonder belangrijk geweest. Zij doet daarin een aanval op de idee dat het een aantrekkelijk ethisch ideaal zou zijn om een moreel perfect persoon te worden. Samen met Philippa Foot en Bernard Williams heeft Susan Wolf het vertalen van moraliteit in praktische redeneringen aangevochten.
Wolf heeft ook uitgebreid geschreven over betekenis in een mensenleven. Zij behandelt dit onderwerp als de zin van het leven in haar essay: "Happiness and Meaning: Two Aspects of the Good Life", Daarin vat ze haar visie als volgt samen. "Betekenis ontstaat wanneer subjectieve aantrekkingskracht objectieve aantrekkelijkheid ontmoet […] betekenis ontstaat als een subject affiniteit ontdekt of ontwikkelt voor een of meestal meer waardevolle(re) dingen." Met andere woorden, een zinvol leven leiden bestaat uit iemands actieve betrokkenheid bij objectief waardevolle dingen.

## Prijzen en onderscheidingen
Wolf is in 1999 tot lid van de American Academy of Arts and Sciences verkozen en in 2006 ook van de American Philosophical Society. Zij ontving in 2002 een Andrew W. Mellon Foundation's Distinguished Achievement Award in the Humanities.
In de zomer van 1997 was Wolf Belle van Zuylen-professor in Wijsgerige antropologie aan de Universiteit Utrecht. In het tweede semester van het academisch jaar 2017-2018 verzorgde zij de Spinoza-lezingen aan de Universiteit van Amsterdam en bekleedde er de Spinoza-leerstoel.

## Werken (selectie)
- The Variety of Values: Essays On Morality, Meaning, And Love, Oxford University Press, 2014; ISBN 0195332814
- Understanding Love: Philosophy, Film and Fiction (Christopher Grau, red), Oxford University Press, 2013; ISBN 0195384504
- John Koethe, Jonathan Haidt, Robert M. Adams, Robert Adams, Susan Wolf, Nomy Arpaly; Meaning in life and why it matters, Princeton University Press, 2012; ISBN 9780691154503
- Samantha Vice & Susan Wolf; Life, death and meaning : Key philosophical readings on the big questions, third edition, Rowman & Littlefield, 2016. (eerste druk september 2004); ISBN 9781442258334
- Freedom Within Reason, Oxford University Press, 1994; ISBN 0195085655